# Clopamida

La clopamida es un diurético piperidínico.

## Mecanismo de acción de la tiaziada
La clopamida se clasifica como un agente tiazídico como en modo de agentes similares. Actúa en el túbulo contorneado proximal de la nefrona, donde inhibe el cotransportador o simportador de cloruro de sodio. La clopamida se une selectivamente en el sitio del cotransportador de cloruro de sodio (NaCl) en las células PCT en el lado luminal, interfiriendo la reabsorción de NaCl y por ende provocando una excreción equiosmolar de agua y NaCl.